# Gasthof zum Hohen Meer

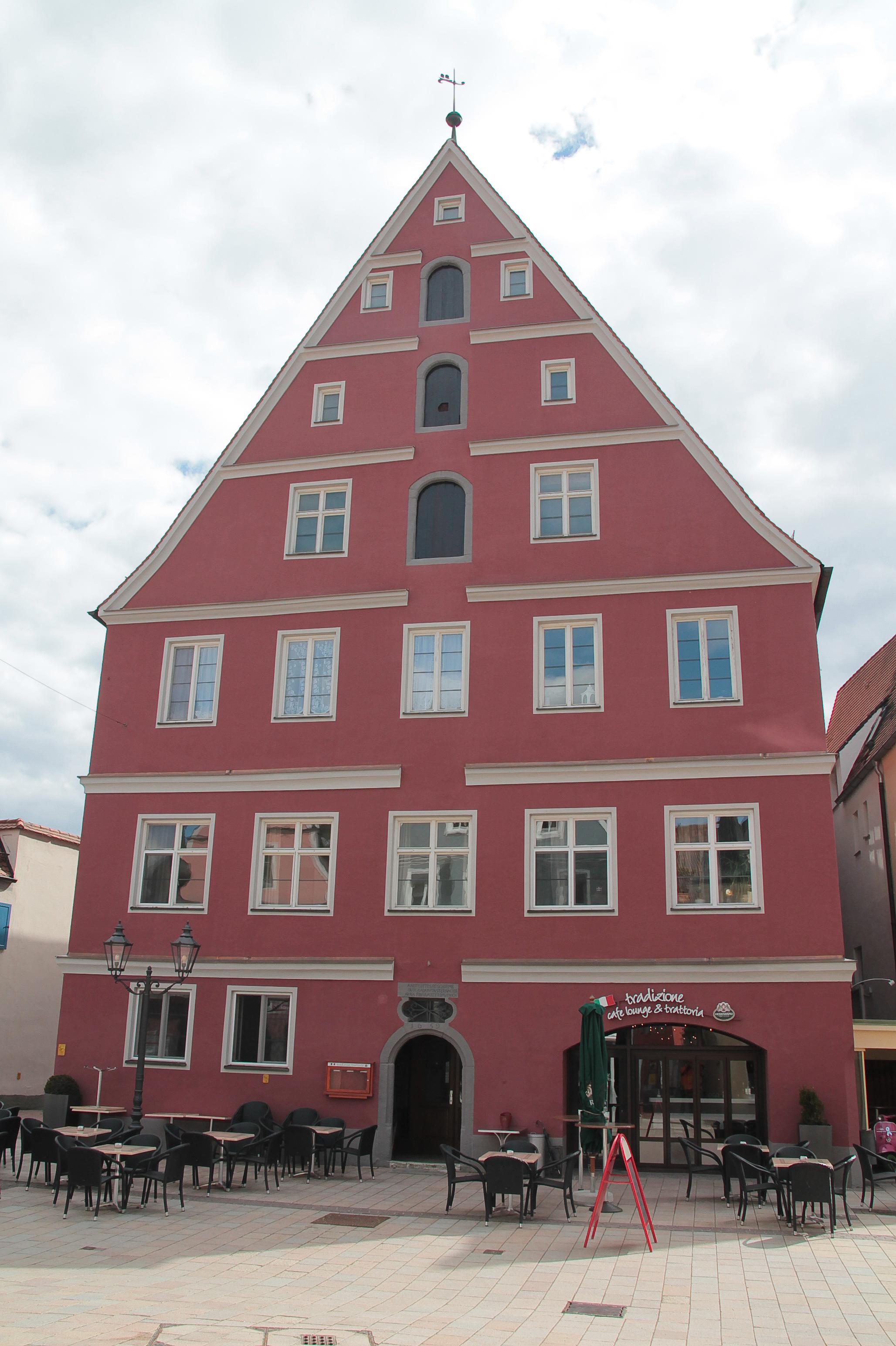
Gasthof zum Hohen Meer in Donauwörth

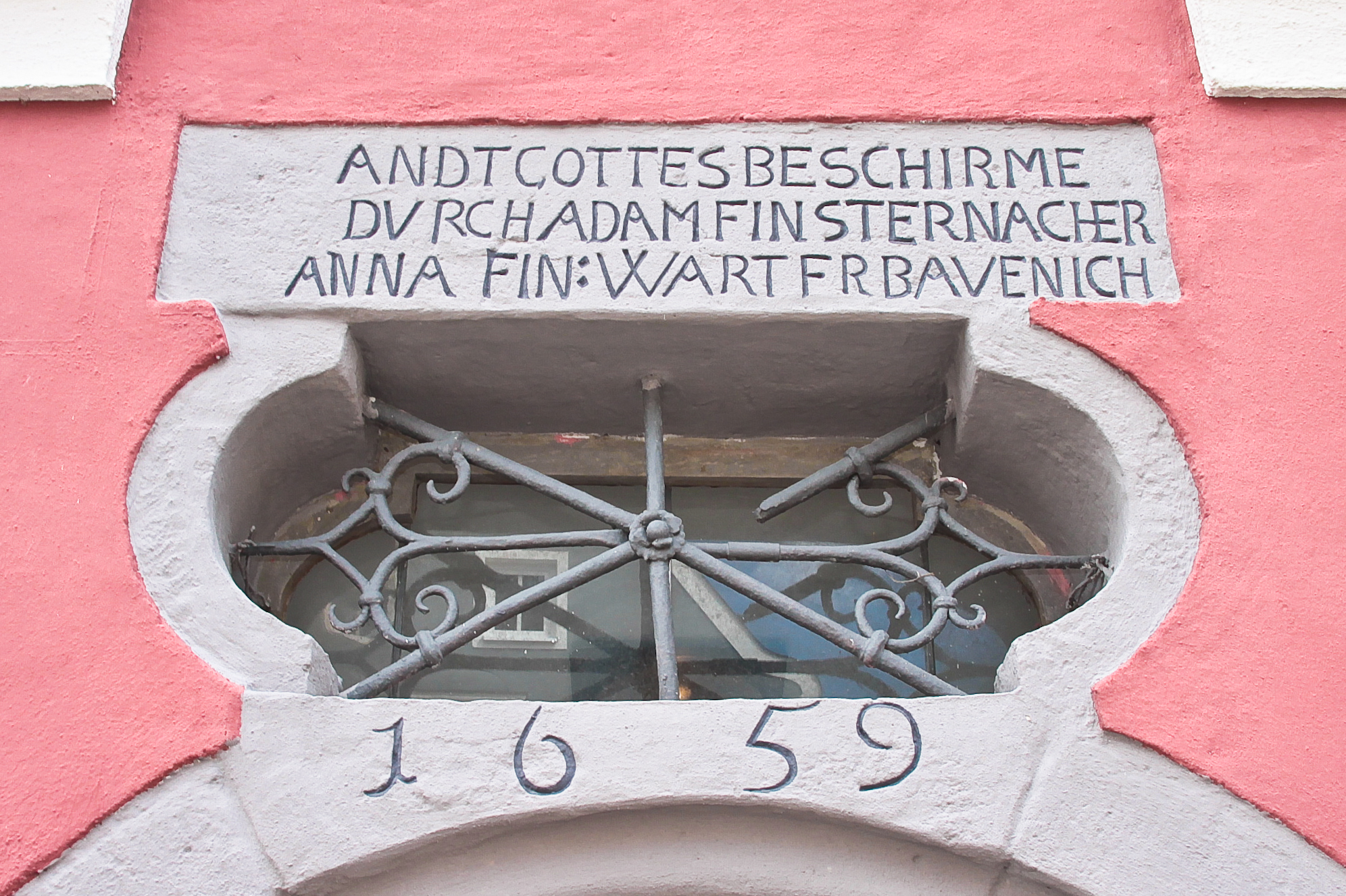
Oberlicht über dem Eingang mit Inschrift

Der Gasthof zum Hohen Meer in Donauwörth, der Kreisstadt des schwäbischen Landkreises Donau-Ries in Bayern, wurde 1637/39 errichtet. Das Gasthaus an der Hindenburgstraße 22 ist ein geschütztes Baudenkmal.
Der dreigeschossige Satteldachbau mit drei Dachgeschossen wird von zwei Gurt- und vier Giebelgesimsen gegliedert. Über dem Portal ist die Jahreszahl 1659 und eine Bauinschrift angebracht. Die barocke Tür ist noch erhalten.